# Tomorrow Song 〜あしたのうた〜
「Tomorrow Song 〜あしたのうた〜」（トゥモロウ ソング あしたのうた）は、工藤真由の8枚目のシングル。2010年9月8日にマーベラスエンターテイメントから発売された。

## 概要
前作「17 jewels 〜プリキュアメドレー2010〜」から約6ヶ月でのリリースであり、2010年3作目のシングル。
前作同様、表題曲はテレビアニメ『ハートキャッチプリキュア!』のエンディングテーマとして起用された。原曲は賛美歌風だが､劇場版ではテクノ風にアレンジされている。カップリング曲の「HEART GOES ON」は、同アニメの第36話、第38話、第48話の挿入歌として使用され、工藤真由と池田彩が歌唱を担当している。
CDジャケットには、キュアブロッサム、キュアマリン、キュアサンシャイン、キュアムーンライト、シプレ、コフレ、ポプリが描かれている。

### 主な記録
2010年9月20日付のオリコン週間シングルチャートで15位を獲得。初動売上は0.6万枚を記録した。デイリーチャートでは同年9月10日付のチャートで9位を獲得した。
2010年9月度のオリコン月間シングルチャートで46位を獲得した。月間チャートへのランクインは前々作「ハートキャッチ☆パラダイス」以来。
2010年9月18日放送分のCOUNT DOWN TVで22位を獲得した。

## 批評
CDジャーナルは、「表題曲はゴスペル調のメロディにスタッフ参加のコーラスが加わり、ハンドメイドかつハートウォーミングの曲である。」と批評した。

## 収録曲
（全作曲：高取ヒデアキ、編曲：籠島裕昌）
1. Tomorrow Song 〜あしたのうた〜 [4:06]
歌：工藤真由
コーラス：池田彩、六ツ見純代、関係各社女性スタッフ有志の皆さん
作詞：六ツ見純代
  - テレビアニメ『ハートキャッチプリキュア!』後期エンディングテーマ
2. HEART GOES ON [4:26]
歌：池田彩、工藤真由
作詞：青木久美子
  - テレビアニメ『ハートキャッチプリキュア!』第36話、第38話、第48話挿入歌
3. Tomorrow Song 〜あしたのうた〜（オリジナル・メロディー入り・カラオケ）
4. HEART GOES ON（オリジナル・カラオケ）

## 別バージョン
Tomorrow Song 〜あしたのうた〜for the Movie
劇場版アニメ『映画 ハートキャッチプリキュア! 花の都でファッションショー…ですか!?』エンディングで使用されたバージョン。映画版主題歌シングルに収録されている。テクノ風アレンジが施されているほか、コーラスにプリキュア役の4人の声優（水樹奈々、水沢史絵、桑島法子、久川綾）が参加、間奏に各キャラの変身後の名乗りの台詞が追加されている。
Tomorrow Song (English Ver.)
『ハートキャッチプリキュア! ボーカルベスト 』にボーナストラックとして収録。オリジナル版でリードコーラスを担当したMICKEY-Tが英訳詞（HI-Dと共同）と歌唱を担当している。